# Політична етика
Політична етика — теорія про політичну мораль.
Як наука політична етика сформувалася відносно недавно, тому немає однозначного її визначення.
Політична етика — частина практичної філософії, яка займається основними нормативними питаннями політики: принципами справедливого соціального устрою, конституцією; критеріями легітимного управління, правами та обов'язками керівників та громадян (включаючи право протидії та обов'язок послуху), проблемою справедливості у стосунках між державами. До політичної етики у широкому сенсі відносяться теорія соціальної справедливості, легітимного управління, справедливих війн, а також теорія правильного використання влади правлячими колами.
Політична етика — особлива частина суспільної моральності, соціальної етики — як «моральні вимоги громадян до наділених владою професіоналів, чиновників»; як «демократичні принципи політичної діяльності»
Етика політична — галузь, аспект загальної етики, що досліджує моральні засади політики та влади (у широкому розумінні) чи професійна етика суб'єктів політичної діяльності (у вузькому розумінні)
Бернхард Сутор ототожнює політичну етику з уявленнями про загальнозначущі норми співжиття та громадянські чесноти. Вона переслідує мету, щоб право та інститути формували належало політично мислячому та політично дієвому громадянину (схильного рахуватися із загальним благом)
Існують інші підходи до визначення політичної етики. Узагальнюючи різноманітні визначення, можна означити, що під політичною етикою розуміється:
- ціннісно-нормативне орієнтування політичної діяльності, вияв її сенсу та нормативних засади;
- професійна етика політичного діяча;
- політична культура широкого загалу;
- процедура досягнення консенсусу та балансу інтересів;
- дослідження взаємовідносин моралі та політики, прояснення етичної структури конкретних політичних проблем та ситуацій;
- моральний вибір у політиці та ін.

Під прикладною політичною етикою розуміють не тільки нормативні вимоги громадян до професійних політиків, що наділені владою, але і саму здатність громадян висувати та реалізувати свої вимоги.
Політична етика формує нормативні орієнтири колективних дій. Її носії — громадяни, її простір — сфера публічності.
Політичну мораль визначають індивіди як приватні особи. Політична мораль формується на різноманітності життєвих позицій тих сил, які дають оцінку політичним явищам.
Політична етика пов'язана із тематикою соціальної етики, яка вивчає стиль і спосіб ладу життя, зокрема політичного. Якщо соціальна етика має на меті об'єднати світ та цілісність людства, що розділене спеціалізацією соціального, то і політична етика як її складова, має займатися тими моральними колізіями політики, які виникають на межі спеціальних політичних інтересів та загального інтересу людини та суспільства як таких.